# Liste der Kulturdenkmäler in Heuzert
In der Liste der Kulturdenkmäler in Heuzert sind alle Kulturdenkmäler der rheinland-pfälzischen Ortsgemeinde Heuzert aufgeführt. Grundlage ist die Denkmalliste des Landes Rheinland-Pfalz (Stand: 21. Dezember 2021).

## Einzeldenkmäler
| Bezeichnung | Lage                       | Baujahr                            | Beschreibung                                                     | Bild                           |
| ----------- | -------------------------- | ---------------------------------- | ---------------------------------------------------------------- | ------------------------------ |
| Brunnen     | Mühlenweg Lage             | zweite Hälfte des 19. Jahrhunderts | gusseisernes Brunnenbecken, zweite Hälfte des 19. Jahrhunderts   | weitere Bilder Fotos hochladen |
| Brücke      | nordöstlich des Ortes Lage | 18. oder 19. Jahrhundert           | zweibogige Steinbrücke über die Nister, 18. oder 19. Jahrhundert | weitere Bilder Fotos hochladen |